# Ізодесмічні мінерали
Ізодесмічні мінерали (рос. минералы изодесмические, англ. isodesmic minerals; нім. isodesmische Minerale n pl) — мінерали з однаковим типом зв'язку між структурними одиницями. До них належать прості речовини, сульфіди і кисневі сполуки.